# Речник српских митолошких бића
Речник српских митолошких бића је речник српске књижевнице Тамаре Лујак, намењен деци и одраслима. Књигу је објавила издавачка кућа "Лагуна", 2021. године. Приче и легенде које се могу наћи у Речнику говоре о о српској митологији и старим митолошким бићима, боговима и демонима. Испричане на шаљив, једноставан начин, приче и легенде имају за циљ да заинтересују читаоца за словенске митове и религију. Речник је обогаћен двобојним илустрацијама Марице Кицушић.<ref>„Речник српских митолошких бића“